# Finska mästerskapet i bandy 1922
Finska mästerskapet i bandy 1922 avgjordes i cupform. VBJS, eller Viipurin Sudet som laget också kallades, vann mästerskapet.

## Resultat
| Lag 1                            | Resultat  | Lag 2        |
| -------------------------------- | --------- | ------------ |
| Kronohagens IF                   | 4–3 (4-1) | HJK          |
| Viipurin Bandy & Jalkapalloseura | 7–1 (4-1) | Viipurin IFK |
| Vasa IS                          | 7–0       | IFK Vasa     |

## Semifinaler
| Lag 1                            | Resultat   | Lag 2                |
| -------------------------------- | ---------- | -------------------- |
| Viipurin Bandy & Jalkapalloseura | 9–1 (4-0)  | Helsingin Palloseura |
| Vasa IS                          | 0–13 (0-5) | Kronohagens IF       |

## Final
26 februari 1922 i Helsingfors
| Lag 1          | Resultat  | Lag 2                            |
| -------------- | --------- | -------------------------------- |
| Kronohagens IF | 1–3 (0-1) | Viipurin Bandy & Jalkapalloseura |

## Slutställning
| Placering | Lag                              |
| --------- | -------------------------------- |
| 1.        | Viipurin Bandy & Jalkapalloseura |
| 2.        | Kronohagens IF                   |

## Finländska mästarna
Armas Ahnger, Lassi Mäkinen. T. Pirhonen, A. Lavonen, R. Poutiainen, Eetu Kostamo, Lund, Laine, Joutsenlahti, Jussi Pelli, Hirvonen (mv).
Under säsongen spelade VBJS 9 matcher, av vilka en förlorades (då man åkte på stryk mot HJK med 6-7). Vinsterna kom mot Viipurin Reipas och Viipurin IFK (2), IK Sirius, Helsingforskombination, Kiffen (2) och HPS. Målskillnad var 66–19.

### Fotnoter
1. ↑  Suomen Urheilulehti 30 januari 1922
2. ↑  Suomen Urheilulehti 6 februari 1922
3. ↑  Suomen Urheilulehti 3. huhtikuuta 1922